# Enceintes médiévales de Colmar
Les enceintes médiévales de Colmar sont des enceintes fortifiées construites autour de la ville de Colmar. Les vestiges de ces enceintes forment un monument historique dans le département français du Haut-Rhin.

## Historique
L'enceinte originale est commandée par Fréderic II et bâtie entre 1216 et 1220 par le prévôt impérial Woelflin de Haguenau. Elle est longue de 2 km, haute de 7 à 8 m et occupait une superficie de 19 ha. Les trois points d'entrée sont :
- le Kerkertor, rue Kléber[2] ;
- le Steinbrückertor, place des Six-Montagnes-Noires ;
- le Deinheimtor, Grand-Rue[3].

L'enceinte est agrandie au cours du XIIIe et au début XIVe siècle, englobant ainsi les faubourgs nord et est.
À la suite de l'apparition de bombardes, sortes de canons, la construction d'un nouvel édifice plus résistant fut confié à Vauban. Il s'agit de remparts bastions et douves fossés.
Trois portes permettaient alors d'entrer en ville :
- la porte de Bâle, située à l'intersection de la rue de Turenne et de la route de Bâle ;
- la porte de Deinheim, rue de Theinheim (restes existants) ;
- la porte de Rouffach, au 18, rue des Boulangers, au niveau du rétrécissement de la voie.

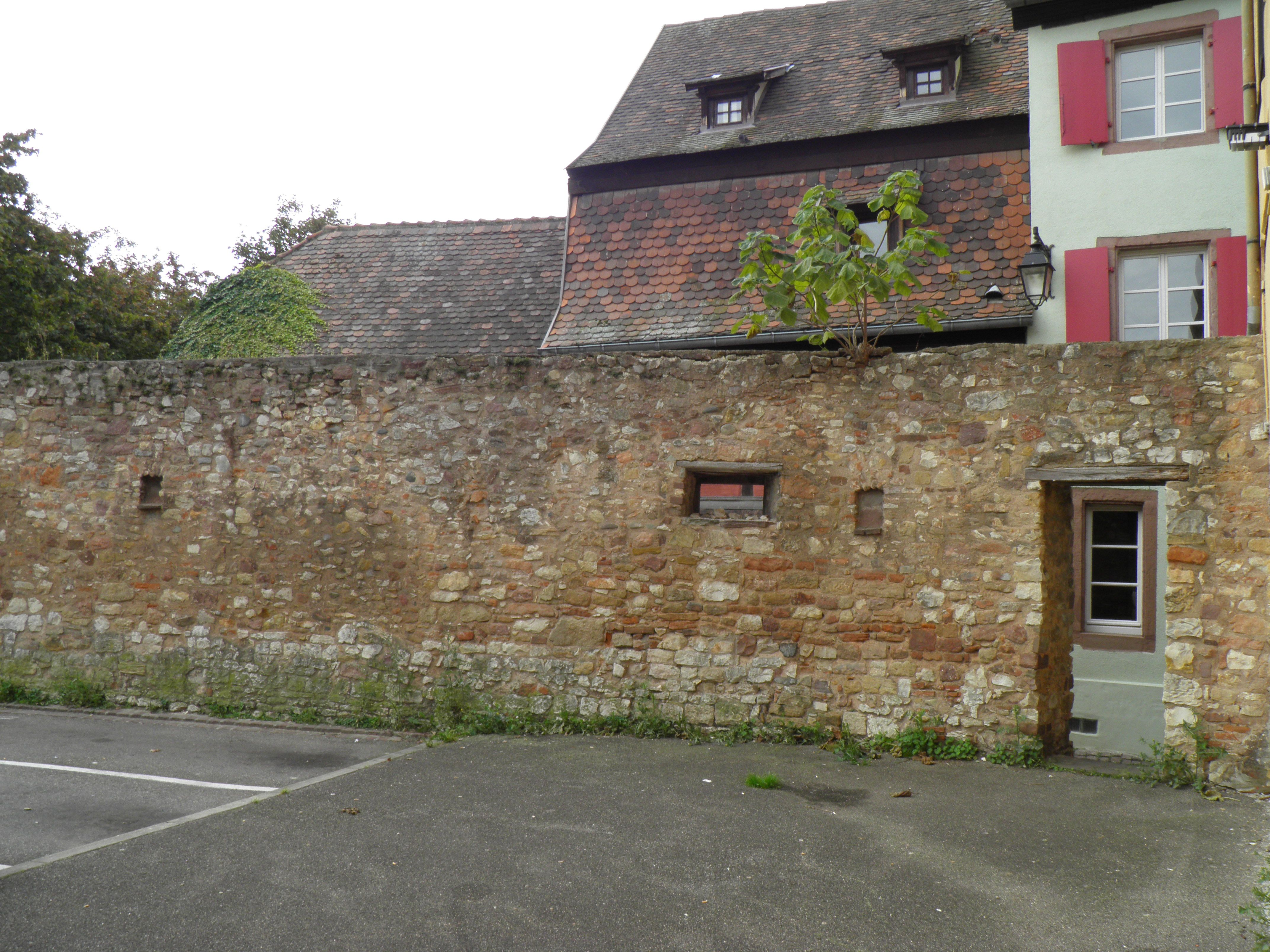
Partie subsistante, rue de l'Enceinte.

Les murailles sont rasées en 1673 sur ordre de François Michel Le Tellier de Louvois. Les briques ont servi à construire l'ancien hôpital.
Le mur est toutefois conservé sur une longueur d'environ 100 m et une hauteur de 5, le long de la Lauch. Subsiste également les vestiges de deux tours carrées dont l'une a été transformée ultérieurement en habitation.
Le mur fait l'objet d'une inscription au titre des monuments historiques depuis le 18 juin 1929.

## Architecture
Le mur d'origine est constitué de briques en pierre de taille en grès jaune. Présence d'une canonnière du début du XVIe siècle. Une construction tardive du début du XVIIe siècle a été bâti en en pierres de grès ou de calcaire de remploi, avec des fentes de tir.

## Localisation des vestiges
Les restes des enceintes se trouvent rue Schwendi.